# 泛美航空73號班機劫機事件
泛美航空73號班機是一班由孟買經卡拉奇、法蘭克福飛往紐約的班機，該班機於1986年9月5日在卡拉奇遭四名阿布·尼達爾組織成員劫持，當時共載有360名乘客。此次劫機的目的是襲擊以色列國防部。 
20人在劫持事件中被殺，其中12名來自印度，其餘為巴基斯坦人、美國人及墨西哥人。劫機者在巴基斯坦被捕並被判處死刑，但後來被改判終身監禁。

## 事發經過
泛美航空73號班機預定從印度孟買起飛，中間降落巴基斯坦喀拉蚩與德國法蘭克福，抵達目的地美國紐約。早上6:00前班機抵達喀拉蚩，準備起飛時四名武裝份子駕駛偽裝成機場保全的廂型車逼近班機，登上飛機後朝空中開槍。乘務人員尼爾嘉·巴諾特在飛機後端試圖用對講機通知駕駛艙班機遭到劫機，駕駛艙組員在尼爾嘉第二次呼叫後聽見劫機暗號，正副駕駛及飛航工程師隨後從駕駛艙頂端的逃生口逃出。
武裝份子脅迫乘務人員Sunshine一同前往駕駛艙，Sunshine事後回憶，看見空無一人的駕駛艙時她立即發現艙頂逃生口已經打開，但她假裝不知情以爭取更多讓駕駛逃走的時間，同時武裝份子並未注意到逃生口已打開，顯示他們對飛機構造所知不多。駕駛逃生使得班機無法起飛。
泛美航空喀拉蚩負責人Viraf Doroga隨後在跑道上與武裝份子交涉，向武裝份子表示當局正在找尋飛行員。一小時後武裝份子在機門殺害一名人質，隨後據守飛機等待駕駛員來。
四小時後武裝份子要求收集乘客護照，機組員避免收集或藏匿美國護照，武裝份子轉而挑選一名英國乘客。武裝份子扎伊德·哈桑·薩法里尼挾持乘客同時也是泛美飛航工程師的Meherjee以及乘務員Sherene到駕駛艙。但駕駛員一直沒出現，薩法里尼威脅將要每15分鐘殺害一名人質。Meherjee告訴薩法里尼飛機供電將在15分鐘後耗竭。
飛機斷電後失去耐心的四名武裝份子對乘客開槍，混亂中至少三扇門被打開，但機翼旁的R3門為手動開啟，逃生滑梯並未充氣，乘客須跳到機翼上再滑到地面。
乘務員協助乘客從打開的門逃生，Massey帶著三名與親人失散的孩童逃生。多數乘客逃出後槍聲停止，多數乘務員回到飛機搜尋生還者，此時Sunshine與Dilip發現中彈的Neerja，將她抬到逃生口並推下滑梯。
Sherene與乘務員Ranee Vaswani是最後離開飛機的人質。三名武裝份子趁亂逃到機場並隨後被安全人員逮捕，薩法里尼殺害Meherjee後留在機上直到巴基斯坦安全部隊登機。
存活的乘務員皆在事後回到工作崗位上。

## 遇難者
在事件中被殺害的有：
12名印度人
- 尼爾嘉·巴諾特（英语：Neerja Bhanot），22歲
- Trupti Dalal, 36歲
- Rupal Desai, 26歲
- Krishna Kumari Gadde, 28歲
- Seetharamiah Krishnaswamy, 61歲
- Kodiyattu K. Kurian, 25歲
- Boby Thomachen Mulloor, 7歲
- Thomachen Thomas Mulloor, 30歲
- Aleyamma Scaria Nagatholy, 39歲
- Ramakant Naik, 55歲
- Kuverben Patel, 81歲
- Ganapathi Thanikaimoni, 48歲
- Adel zalat, 34歲

3名巴基斯坦人
- Syed Nesar Ahmad, 43歲
- Meherjee Minocher Kharas, 28歲
- Imran Rizvi, 17歲

3名美國人
- Rajesh Kumar, 29歲
- Surendra Manubhai Patel, 50歲
- Kala Singh, 36歲

2名墨西哥人
- José Álvarez Lamar Nuñez, 57歲
- Ricardo Muñoz Rosales, 28歲

乘客及機組人員中大多數來自印度，其餘主要來自德國、意大利以及其他11個國家，其中19名為美國人。

### 機上人員國籍
| 國籍       | 乘客 | 機組 | 合計 |
| ---------- | ---- | ---- | ---- |
| 阿尔及利亚 | 3    | -    | 3    |
| 比利时     | 2    | -    | 2    |
| 加拿大     | 30   | -    | 30   |
| 丹麦       | 8    | -    | 8    |
| 法國       | 4    | 1    | 5    |
| 德国       | 81   | 3    | 84   |
| 印度       | 91   | 8    | 99   |
| 爱尔兰     | 5    | -    | 5    |
| 義大利     | 50   | 2    | 52   |
| 墨西哥     | 8    | -    | 8    |
| 巴基斯坦   | 44   | -    | 44   |
| 瑞典       | 2    | -    | 2    |
| 英国       | 15   | 4    | 19   |
| 美国       | 18   | 1    | 19   |
| 合計       | 361  | 19   | 380  |

## 審判
1988年7月6日，五名參與劫機者被判處死刑，但不久之後即被改判終身監禁。2001年9月28日，其中一名劫機者扎伊德·哈桑·薩法里尼在刑滿釋放後準備返回約旦時被FBI逮捕，並於2003年被判處160年監禁。其餘劫機者在2008年被釋放後皆不知去向，現為美國聯邦通緝犯。

## 飛機情況
涉事的N656PA是波音公司製造的第127架747，於1971年6月18日交付泛美航空，使用普惠JT9D-3A發動機。飛機最初名稱為“Clipper Live Yankee”，後來改為“Clipper Empress of the Seas”，泛美航空結業前又更名為“Clipper New Horizons”。這架飛機最後於1999年6月被拆解。

## 其他

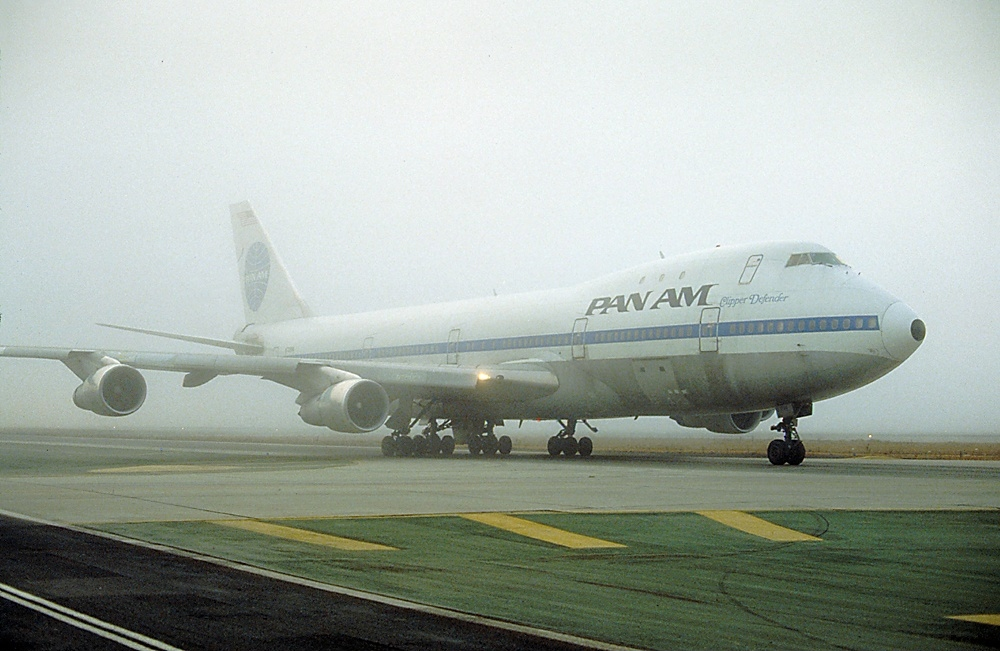
1983年执行PA73号班机时失事的波音747

1983年8月4日，一架编号为N738PA的波音747同样执行泛美73号班机，在卡拉奇降落时冲出跑道后报废。